# Muhammed Memić
Muhammed Memić, jugoslovanski (bosanski) rokometaš, * 2. september 1960.
Leta 1988 je na poletnih olimpijskih igrah v Seulu v sestavi jugoslovanske rokometne reprezentance osvojil bronasto olimpijsko medaljo.